# Pomnik Ignacego Jana Paderewskiego w Krakowie (park Strzelecki)
Pomnik Ignacego Jana Paderewskiego w parku Strzeleckim – pomnik upamiętniający Ignacego Jana Paderewskiego, znajdujący się w Krakowie, w dzielnicy II Grzegórzki w parku Strzeleckim, przy ul. Lubicz 16, na Wesołej.
Pomnik autorstwa Czesława Dźwigaja został ufundowany przez krakowskie Bractwo Kurkowe, którego honorowym członkiem był Paderewski (u podstawy pomnika znajduje się niewielka plakietka z symbolem Bractwa – Srebrnym Kurem). Bractwo ufundowało pomnik z okazji 150-lecia urodzin kompozytora, jubileuszu 600-lecia bitwy pod Grunwaldem i 100-lecia odsłonięcia Pomnika Grunwaldzkiego oraz 600-lecia krakowskiej Kongregacji Kupieckiej. Odsłonięty 17 lipca 2010 roku.
Na cokole widnieje napis IGNACY JAN PADEREWSKI ARTYSTA-MĄŻ STANU 1860-1941 oraz pięciolinia z początkowymi taktami i słowami pieśni „Hej, Orle Biały” (pieśń ta to ostatni wiersz i ostatnia kompozycja Paderewskiego; powstała w 1917 roku).
Jest to jeden z trzech krakowskich pomników Paderewskiego.

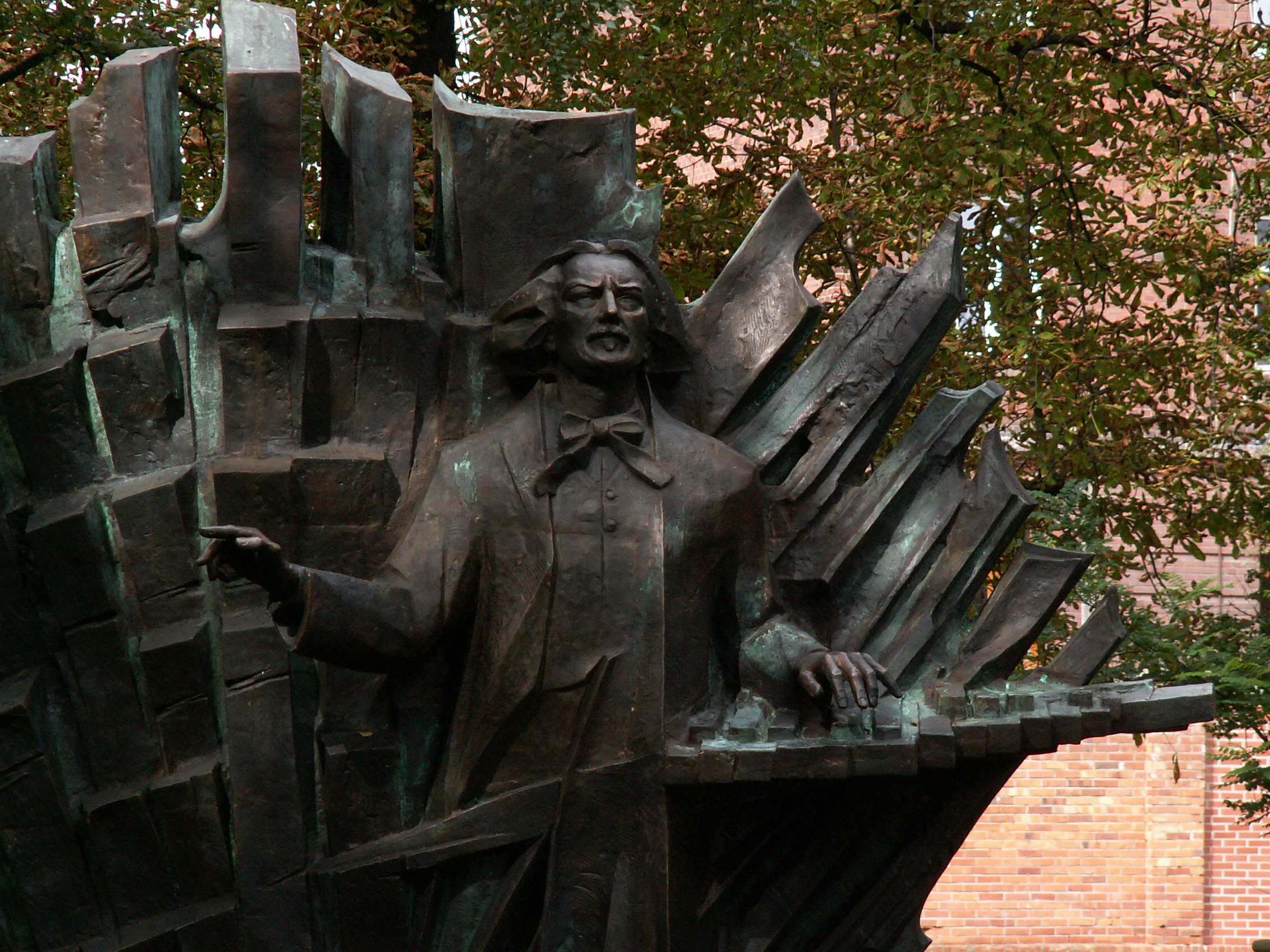
Paderewski
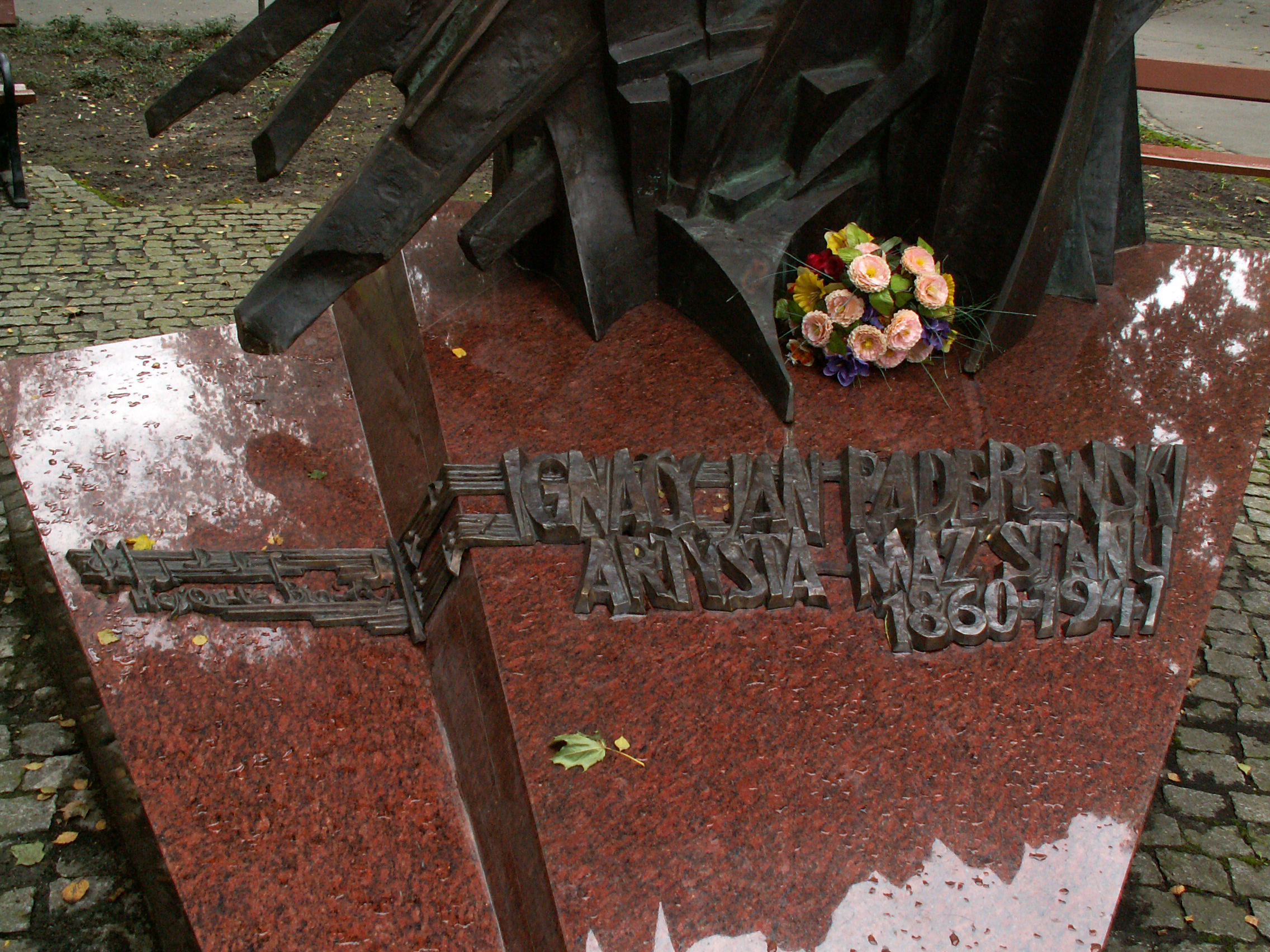
Postument